# Rostbandad uggla
Rostbandad uggla (Strix hylophila) är en fågel i familjen ugglor inom ordningen ugglefåglar.

## Utbredning och systematik
Fågeln förekommer i Sydamerika i Paraguay, sydöstra Brasilien (Minas Gerais) och allra nordöstligaste Argentina. Den behandlas som monotypisk, det vill säga att den inte delas in i några underarter.

## Status
IUCN kategoriserar arten som livskraftig.